# 內爾斯普雷特機場
尼爾斯普魯特機場是一個位於南非姆邦貝拉市西南約9公里（6英里）處的機場。這是該市最初的唯一機場，直到2001年克留格爾普馬蘭加國際機場開放。其功能已經大多被附近的克留格爾普馬蘭加國際機場取代。截至2018年，它現在主要服務通用航空。機場有超過一百架飛機。大多數飛機都是私人擁有的，但也有幾架商用飛機。機場有幾個授權維護組織、消防、包機和培訓公司。該機場的跑道長度為875米（2870英尺），其潛在作戰範圍有限。該地區的地形限制了機場擴張。